# Дискографія
Дискогра́фія (фр. disque — «диск», «платівка» та грец. grapho— «пишу») — опис змісту й оформлення платівок, каталоги, переліки, розділи періодики з анотованими списками дисків, записами видатних виконавців, нотографією, викладом змісту, рецензіями, книгами тощо.
Дискографія виникла на початку XX століття, одночасно з розвитком грамзапису й виробництва грамплатівок. Спочатку випускалися фірмові каталоги — переліки грамплатівок, наявних у продажі, із вказівкою їхньої ціни. Одна з перших систематизованих й анотованих дискографій — каталог американської фірми «Victor Records», що містив біографічні нариси про виконавців, нотографію, виклад сюжетів опер й ін. («Catalogue of Victor Records…», 1934).
В 1936 році була видана «Енциклопедія музики в грамофонному записі» (англ. «The Gramophone Shop encyclopedia of recorded music»). В окремих країнах видані національні дискографії: у Франції — «Путівник по грамплатівках» (фр. «Guide de disques»), в ФРН — «Великий каталог грамплатівок» (нім. «Der Grosse Schallplatten Katalog»), в Англії — «Путівник по грамплатівках» (англ. «Record guide») та інші. У той же час пощирення отримали комерційні дискографії.
В СРСР дискографії видавались Управлінням звукозапису й грамофонної промисловості Комітету зі справам мистецтв СРСР, з 1949 — Комітету радіоінформації й радіомовлення, в 1954–57 — Управлінням з виробництва грамплатівок, з 1959 — Всесоюзною студією грамзапису, з 1965 — Всесоюзною фірмою грамофонних пластинок «Мелодія».

## Великі дискографії в інтернеті
- Discogs.com [Архівовано 24 квітня 2006 у Wayback Machine.]
- FreeDB.org [Архівовано 24 вересня 2006 у Wayback Machine.]
- MusicBrainz.org [Архівовано 26 червня 2013 у WebCite]
- All Music Guide [Архівовано 21 листопада 2009 у WebCite]